# Microbotryum stellariae
Microbotryum stellariae är en svampart som först beskrevs av James Sowerby, och fick sitt nu gällande namn av G. Deml & Oberw. 1982. Microbotryum stellariae ingår i släktet Microbotryum och familjen Microbotryaceae.   Inga underarter finns listade i Catalogue of Life.